# Esposa de Caín

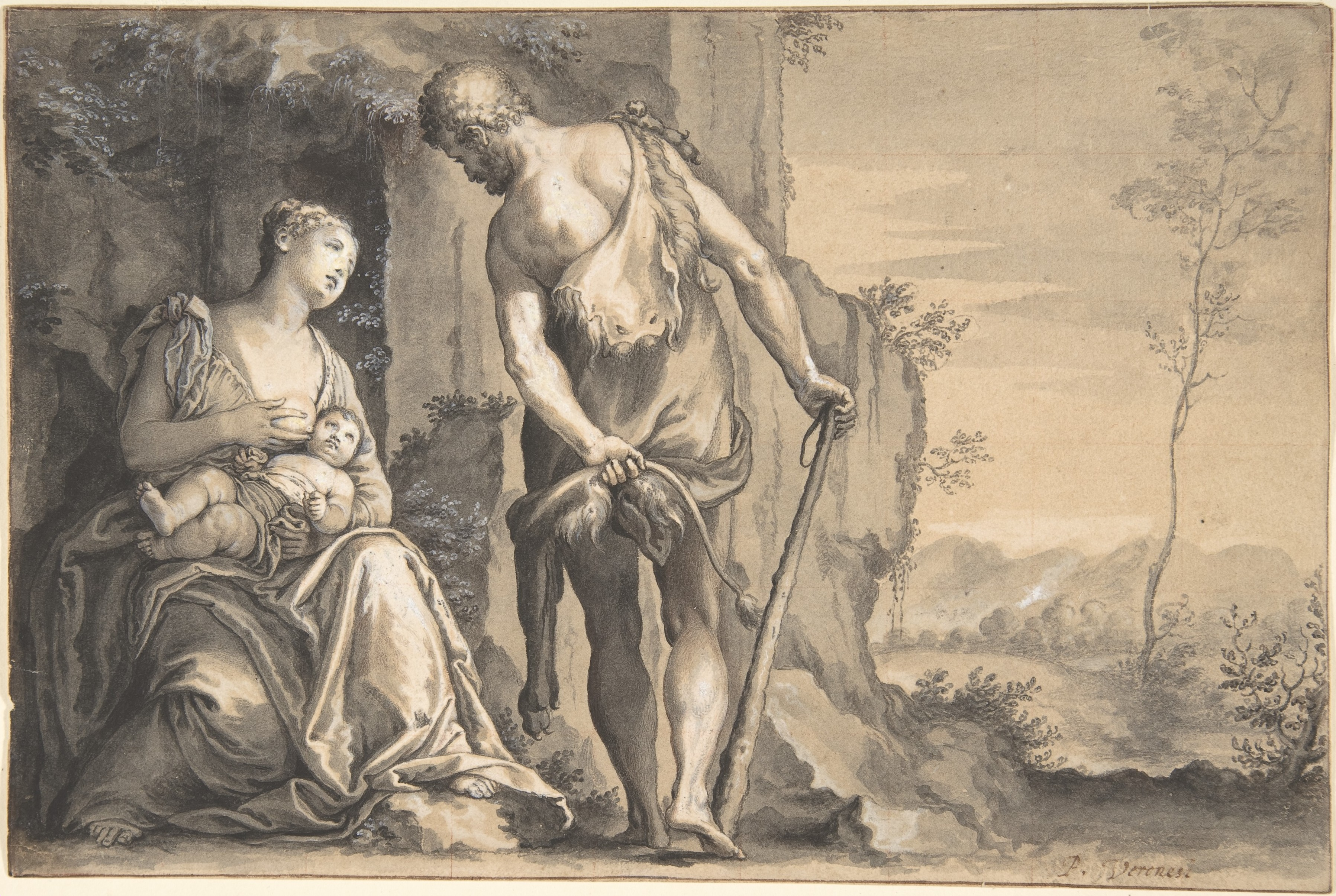
Caín con su esposa y su hijo Enoc (The Family of Cain). Peter Oliver sobre un diseño de Paolo Veronese, hacia 1638–47, pluma y tinta. Nueva York, Museo Metropolitano de Arte.

La esposa de Caín carece de nombre en el relato del Génesis. Una tradición antigua menciona su nombre como Aclima, pero también Kalmana, Lusia, Luluwa, Âwân o Themech. Se trata, en todas las narraciones, de un hija de Adán y Eva, hermana gemela de Caín, según algunos, de Abel, para otros.

## Relato bíblico
La narración del crimen de Caín se cierra, en el capítulo cuarto del Génesis, con la mención de que el asesino, desterrado, tuvo relaciones sexuales con su esposa, quien le dio por hijo a Enoc; después de lo cual se resume la genealogía de sus descendientes masculinos, probablemente por la línea de los primogénitos. Los relatos más antiguos que glosaron el episodio coinciden en que esta esposa, de quien nada se dice en la Biblia, es una hermana de Caín, ya que más adelante, capítulo cinco, se informa que Adán engendró: «[otros] hijos e hijas».